# Андреапољски рејон
Андреапољски рејон (рус. Андреапольский район) административно-територијална је јединица другог нивоа и општински рејон у западном делу Тверске области, на северозападу европског дела Руске Федерације.
Административни центар рејона је град Андреапољ. Према проценама националне статистичке службе Русије за 2014. на територији рејона је живело 11.967 становника или у просеку око 3,92 ст/км².

## Географија
Андреапољски рејон налази се на западу и северозападу Тверске области и обухвата територију површине 3.051 км². Граничи се на истоку са Селижаровским рејоном, на југу су Западнодвински и Нелидовски рејон, док је на западу Торопечки рејон. На северу је Холмски рејон Новгородске области.
Највећи део рејонске територије налази се на подручју Валдајског побрђа. У централном делу налазе се бројна језера од којих је најпознатије језеро Бросно, најдубље језеро у целој Тверској области са максималном дубином од 41,5 метара. Подручје источно и југоисточно од Андреапоља је познато по бројним мочварама и то је једини део рејона који припада сливу реке Волге у коју се одводњава преко реке Жукопе. У источном делу рејона налази се језеро Охват (његови западни и јужни делови) у којем свој ток започиње и река Западна Двина (део басена Балтичког мора). Најважнија језерска притока је река Волкота која извире у северним деловима рејона. Најважнији водоток на западу рејона је река Торопа (такође део слива Западне Двине).
Око 70% рејонске територије је под шумама.

## Историја
Рејон је успостављен 1927. године под именом Лењински, и био је део Великолушког округа Лењинградске области. Већ наредне године седиште рејона је из села Хотилици премештено у Андреапољ, а садашње име носи тек од 1965. године.
Садашња застава и грб рејона усвојени су 1999. године.

## Демографија и административна подела
Према подацима пописа становништва из 2010. на територији рејона је живело укупно 13.756 становника, док је према процени из 2014. ту живело 11.967 становника, или у просеку 3,92 ст/км². Око 60% популације је живело у административном центру рејона.
| 1959. | 1970. | 1979. | 1989.  | 2002.  | 2010.  | 2014.   |
| ----- | ----- | ----- | ------ | ------ | ------ | ------- |
| ---   | ---   | ---   | 17.900 | 16.213 | 13.756 | 11.967* |

Напомена: * Према процени националне статистичке службе.
На подручју рејона постоји укупно 252 насељена места подељених на укупно 8 општина (7 сеоских и 1 градска). Административни центар рејона је град Андреапољ.